# Chilenana singularia
Chilenana singularia är en insektsart som beskrevs av Delong och Freytag 1967. Chilenana singularia ingår i släktet Chilenana och familjen dvärgstritar. Inga underarter finns listade i Catalogue of Life.